# Pedro Vicente Maldonado

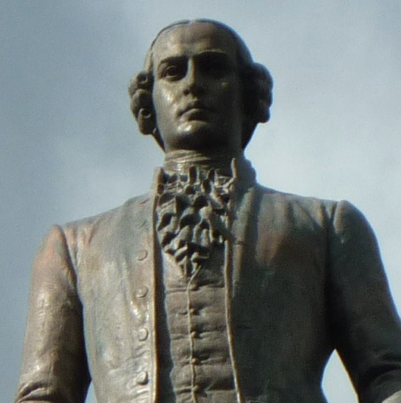
Pedro Vicente Maldonados Statue.

Pedro Vicente Maldonado Sotomayor (* 24. Dezember 1704 in Riobamba; † 7. November 1748 in London) war ein Universalgelehrter, der vor allem als Kartograph des Gebiets des heutigen Ecuador bekannt wurde. Auch in Mathematik, Physik, Astronomie, Verwaltung und allgemeiner Geographie war er umfassend gebildet.

## Herkunft und Schulbildung
Maldonado war der dritte Sohn und eines von neun Kindern einer der reichsten und angesehensten Familien in Riobamba in der Andenregion des heutigen Ecuador. Sein Vater, der General Pedro Anastasio Maldonado Sotomayor, stammte aus Arequipa und war dort zum Ritter des Alcántaraordens aufgestiegen. Seine Mutter María Isidora Palomino Flores war Tochter eines Generals und angesehenen lokalen Würdenträgers. Sie starb, als Maldonado 12 Jahre alt war. Der Familie gehörten große Ländereien, Viehherden und Webereien. Maldonado besuchte zunächst Jesuitenschulen in Riobamba. In den Naturwissenschaften unterstützte sein studierter älterer Bruder, der Priester José Antonio Maldonado, der an der königlichen und päpstlichen Universidad de San Gregorio Magno in Quito auch Mathematik und Naturwissenschaften studiert hatte, seine Studien. Seit 1718 besuchte Maldonado eine Höhere Schule der Jesuiten in Quito und später wie sein Bruder die in demselben Jesuitenkonvent angesiedelte Universidad San Gregorio. Im Jahr 1720 bestand er das bachillerato und schloss dann 1721 im Alter von 16 Jahren ein naturwissenschaftliches Studium als Maestro der exakten Wissenschaften mit Bestnoten in Logik, Physik und Metaphysik ab.

## Landbesitzer, Autodidakt, erste Forschungsreisen
Das Wissen aus seinem Studium, das zum Teil noch dem Kenntnisstand Aristoteles’ entsprach, vertiefte er, indem er sich autodidaktisch mit neuzeitlichen und zeitgenössischen mathematischen und philosophischen Schriften befasste. Unter anderem las er Gérard Desargues, Pierre de Fermat, Isaac Newton, Gottfried Wilhelm Leibniz, Blaise Pascal und René Descartes auf Latein bzw. Französisch.
1725 erforschte und vermaß Maldonado im Auftrag der Jesuiten Teile der Region Canelos entlang der Flüsse Río Pastaza und Río Bobonaza im Amazonasbecken, um Wege zwischen den Missionsstationen des Ordens zu planen. Von dort zurückgekehrt unternahm er eigenständig Forschungsausflüge und Reisen. Er erkundete insbesondere die Páramos und Vulkane seiner Heimatregion.
1724 starb Maldonados Vater, die elterlichen Güter wurden geteilt. 1725 kehrte er nach Riobamba zurück und übernahm dort die Verwaltung der elterlichen Haciendas Juibe, Agoyán und Ulva. Maldonado lernte auch Quichua zur Kommunikation mit den indigenen Gemeinden auf den Haciendas der Familie.
1728 erwarb Maldonado von der Krone die Tributeinziehung einer Encomienda in der Nähe von Riobamba, die er bis 1737 innehatte; ab 1729 hatte er seinen ersten Wohnsitz in Quito. Seit 1733 verwaltete er für fünf Jahre die Encomienda Angamarca für die am Hof tätige Gräfin von Osuna. Er wird als fähiger und korrekter Verwalter überliefert, der auch bei den indigenen Gemeinden, deren Abgaben er einzog, akzeptiert gewesen sei. 1734 wurde er einer der Bürgermeister seiner Heimatstadt und hatte damit auch Verwaltungs- und Rechtsprechungsaufgaben inne.
Am 5. Februar 1730 heiratete er Josefa Pérez Guerrero y Ontañón, Tochter des Gouverneurs von Popayán. Pérez Guerero starb 1740. Maldonado und sie hatten vier Töchter, von denen nur eine, Juana, die Kindheit überlebte.

## Maldonado und die Französische Geodäsische Mission

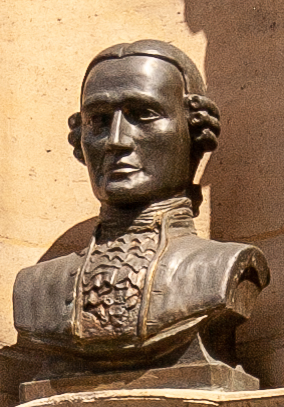
Maldonados Statue in Paris.

Maldonados Forschungseifer wurde erneut bestätigt, als 1736 die französisch-spanische Geodäsische Mission, der unter Charles Marie de La Condamine einige der bedeutendsten Geographen und Naturwissenschaftler seiner Zeit angehörten, nach Quito kam, um die genaue Lage des Äquators und damit die Form der Erde zu bestimmen.
Maldonado freundete sich unter anderem mit La Condamine an. Er nahm an mehreren Forschungsreisen der Mission teil und empfing wiederholt die Missionsmitglieder auf seinem Familiensitz in Riobamba. Als die Mitglieder 1743/44 nach Europa zurückreisten, luden sie Maldonado ein, seine Forschungen dort vorzustellen.

## Projekt des Transportweges nach Esmeraldas
La Condamine war bereits vor dem ersten Zusammentreffen auf Maldonado aufmerksam geworden, da dieser seit 1735 das Projekt eines Transportweges von Quito zum nördlichen Teil der Pazifikküste der Real Audiencia de Quito verfolgte, deren wichtigster Hafen damals Atacames war.
Das Ziel dieses „ersten Bauingenieursprojektes der Kolonie“ bestand darin, einen neuen Weg für die Waren aus Quito und der Andenregion (v. a. Textilien) zur Küste zu bauen. Die wichtigste Verbindung in die Hafenstadt Guayaquil war während der winterlichen Regenzeit kaum passierbar und der Transportweg auf dem Land nach Lima-Callao im Süden oder Cartagena de Indias im Norden war sehr lang und beschwerlich.
Bereits 1621 war erstmals der Posten des Gouverneurs der nördlichen Küstenprovinz Esmeraldas als Belohnung für die Konstruktion eines solchen Weges offiziell ausgelobt worden. Maldonado stellte 1734 den Antrag, das Projekt verwirklichen zu dürfen, und erhielt 1735 vom Vizekönig von Peru, José de Armendáriz, die Erlaubnis und die Zusage des Gouverneurspostens für den Erfolgsfall. Sein Bruder José Antonio Maldonado hatte die Formalitäten der Antragstellung in Lima übernommen, während Maldonado Studien vor Ort unternahm.
Nach mehr als einjähriger Planung begann Maldonado mit dem Bau des Weges, der unter Einsatz eigenen Kapitals und zum Teil mit persönlicher körperlicher Arbeit des Planers Mitte 1740 fertiggestellt wurde. Der vom Vizekönig gesandte Inspekteur José de Astorga bescheinigte Maldonado in seinem Bericht vom April 1740, er habe die Aufgabe sogar übererfüllt. Der Weg verlief vom nordwestlich von Quito gelegenen Dorf Nono um die Falten des Pichincha herum über Guarumos, die Anhöhe El Castillo, Niguas und Tambo de la Virgen zur Einmündung des Flusses Caoní in den Río Blanco bei Puerto Quito, wo der Weg per Wasser auf dem Río Blanco, der zum Río Esmeraldas wurde, fortgesetzt wurde. Damit war es möglich, innerhalb von 14 Tagen von Quito über Atacames nach Panamá zu gelangen, wodurch die Wirtschaft der Andenregion potentiell deutlich stärker mit dem übrigen spanischen Kolonialreich integriert wurde.
Maldonado war bereits 1738 Gouverneur der Provinz Esmeraldas geworden. Um den wirtschaftlichen Nutzen seiner potentiell reichen, aber wirtschaftlich vernachlässigten Provinz zu ergründen, unternahm er umfangreiche mineralogische, botanische und geographische Untersuchungen, die auch durch sein wissenschaftliches Interesse getrieben waren. Er gründete zahlreiche Dörfer, die als Ausgangspunkte von Besiedlung, Urbarmachung und wirtschaftlicher Nutzung dienen sollten.
Er unternahm auch die Planung eines weiteren, nördlicheren Transportweges von Ibarra entlang des Río Santiago in das von ihm gegründete La Tola an der Bucht von Pailón. Allerdings erhielt er von den Vertretern der spanischen Monarchie und der Kirche in Quito nur wenig Unterstützung, da dort Ressourcen für das zivilisatorische Projekt Maldonados knapp waren.

## Reise nach Europa
Nicht nur wegen der Einladung der Missionsmitglieder, sondern vor allem um die Zusage und die Ressourcen des spanischen Königs für sein erweitertes Projekt zu erhalten, reiste Maldonado Ende 1743 nach Europa. Zuvor heiratete er seine zweite Ehefrau, die verwitwete María Ventura Martínez de Arredondo. Für die Gouverneursaufgaben hatte er seinen Brüdern eine Generalvollmacht erteilt.
Maldonado schiffte sich nach Lissabon ein und gelangte von dort nach Madrid, wo er 1744 seinen Bericht über das Transportweg- und Zivilisationsprojekt drucken ließ und dem Indienrat vorlegte.
Der Indienrat lobte sein Projekt ausdrücklich, gewährte ihm Ressourcen für verschiedene Projekte, darunter den Transportweg Ibarra–La Tola. Er bestätigte Maldonado im Amt des Gouverneurs bei erhöhter Entlohnung (4.600 Pesos jährlich) und gewährte selbiges seiner Familie für zwei Generationen. König Philipp V. verlieh ihm einen bedeutenden Orden und ernannte ihn zum „Gentilhombre de cámara“, einem Mitglied der Königlichen Ehrengarde gleichgestellt.
Maldonado reiste anschließend nach Paris, wo er erneut mit Condamine zusammentraf. Am 24. März 1747 wurde er zum Korrespondierenden Mitglied für Lateinamerika der Académie des sciences ernannt. Neben Condamine, mit dem er verfeinernde und abschließende Arbeiten an seiner Karte der Provinz Quito vornahm, gehörten in Paris auch Joseph de Jussieu und Pierre Bouguer, ebenfalls Teilnehmer der Geodäsischen Mission, zu seinen engsten Kontakten. Anschließend reiste er durch Flandern, und die Niederlande nach London. Dort wurde er am 27. Oktober als korrespondierendes Mitglied der Royal Geographical Society vorgeschlagen, verstarb jedoch – wahrscheinlich an Angina Pectoris – bevor die Ernennung beschlossen und verkündet werden konnte. Er wurde in der Saint James's Church beigesetzt.

## Erbe

### Kartographie
Maldonados bedeutendstes Werk war die zum Teil mit Condamine erarbeitete Karte des Gebietes der Provincia de Quito, des kolonialen Vorgängers der heutigen Republik Ecuador, die erst nach seinem Tod veröffentlicht wurde.
Die Idee einer solchen Karte hatte Maldonado bereits seit seinen Vermessungen im Amazonastiefland im Jahr 1725 verfolgt. Während seiner Forschungen und Unternehmungen im Nordosten der Real Audiencia hatte Maldonado seine Karte der Region bereits beinahe vollendet, als er die Mitglieder der Geodäsischen Mission traf. Besonders La Condamine brachte ihm zusätzliche technische Kenntnisse der Kartographie bei und machte ihn mit besonderen Instrumenten vertraut. Maldonado und La Condamine verfolgten beide Projekte einer solchen Karte und tauschten sich ständig aus, unter anderem auf einer Reise, die beide 1743 auf dem Amazonas bis zum Atlantik unternahmen.
Als Maldonado nach Paris kam, beauftragte er die Werkstatt des königlichen Geographen d’Anville mit der Gravierung der Druckplatten und dem Druck der Karte, der bei Maldonados Tod noch nicht vollendet war. La Condamine veröffentlichte daraufhin die Karte als „Karte der Provinz Quito und ihrer Nachbarregionen“ posthum 1750 in Paris. Wahrscheinlich im Folgejahr wurde eine Neuauflage der Karte auf Kosten des spanischen Königs gedruckt. Die vier Druckplatten, in die die Karte graviert ist, gingen von La Condamine auf den spanischen Botschafter in Paris über. 1947 wurden sie dem ecuadorianischen Staat geschenkt und befinden sich nun im Stadtarchiv von Maldonados Heimatstadt Riobamba.
Alexander von Humboldt schrieb über die Karte, dass sie mit Ausnahme der Karten von Ägypten und einiger Westindischer Inseln die genaueste Karte außereuropäischer Territorien sei, die es in seiner Zeit gegeben habe. Maldonados Arbeit wurde umso höher geschätzt, da sie von einem Einheimischen des kartographierten Gebietes geleistet wurde, in dem selbst keine entsprechende Tradition existiert hatte. Die vorherigen Karten der Gegend um Quito waren allesamt von europäischen Gelehrten erstellt worden, darunter der deutsche Jesuit Samuel Fritz (Karte von 1691, gedruckt 1707).
Maldonado hinterließ darüber hinaus umfangreiche Aufzeichnungen über Naturgeschichte, Botanik, Mineralogie und Geographie besonders der Region Esmeraldas. Ein Teil seiner Aufzeichnungen wurde vom spanischen Botschafter in Frankreich nach Madrid übersandt, ein Großteil von ihnen gilt als verloren. Aus spanischen Archiven wurden zwischen 1943 und 1950 unter Leitung von José Rumazo González acht Bände mit Dokumenten über Maldonado veröffentlicht.

### Transportweg und Modernisierung in Esmeraldas
Der Transportweg und das zivilisatorische Projekt Maldonados in Esmeraldas verfielen nach dem Tod des Gouverneurs schnell und hinterließen kaum bleibende Spuren. Seine Tochter Juana und ihr Ehemann Manuel Díez de la Peña konnten das Projekt nicht vollenden, sein Enkel Nicolás de la Peña Maldonado scheiterte in den 1770er Jahren mit der Petition, ihm den Gouverneursposten des Großvaters bei halbierten Einkünften wieder zuzusprechen. Der Vizekönig von Neugranada, Sebastián de Eslava, hatte nach Maldonados Tod eine Eingabe an den König gegeben, die den Nutzen des Weges nach Atacames verneinte und ihm gar Unterstützung des Schmuggels vorwarf. Der ursprüngliche Gutachter José de Astorga wurde wegen falschen Gutachtens verurteilt und die Maldonado vom Indienrat zugesprochenen Aufträge und Ressourcen 1755 unter König Ferdinand VI. zurückgezogen und zu „dauerhaftem Verschweigen“ (silencio perpetuo) klassifiziert. Die Region Esmeraldas wurde erst im 20. Jahrhundert erneut planmäßig erschlossen und zugänglich gemacht. Sie ist noch immer eine der infrastrukturell rückständigeren Regionen Ecuadors.
Der Verlauf des Transportweges fällt heute in Teilen mit der Erdölpipeline Oleducto de Crudos Pesados zusammen und wurde im Rahmen der Vorstudien zu deren Bau z. T. in seinem Verlauf wiederentdeckt. Andererseits wurden einige erhaltene Stücke, die heute Wanderwegen gleichen, im Rahmen der Bauarbeiten in ihrem Erhalt gefährdet.

### Postume Ehrungen

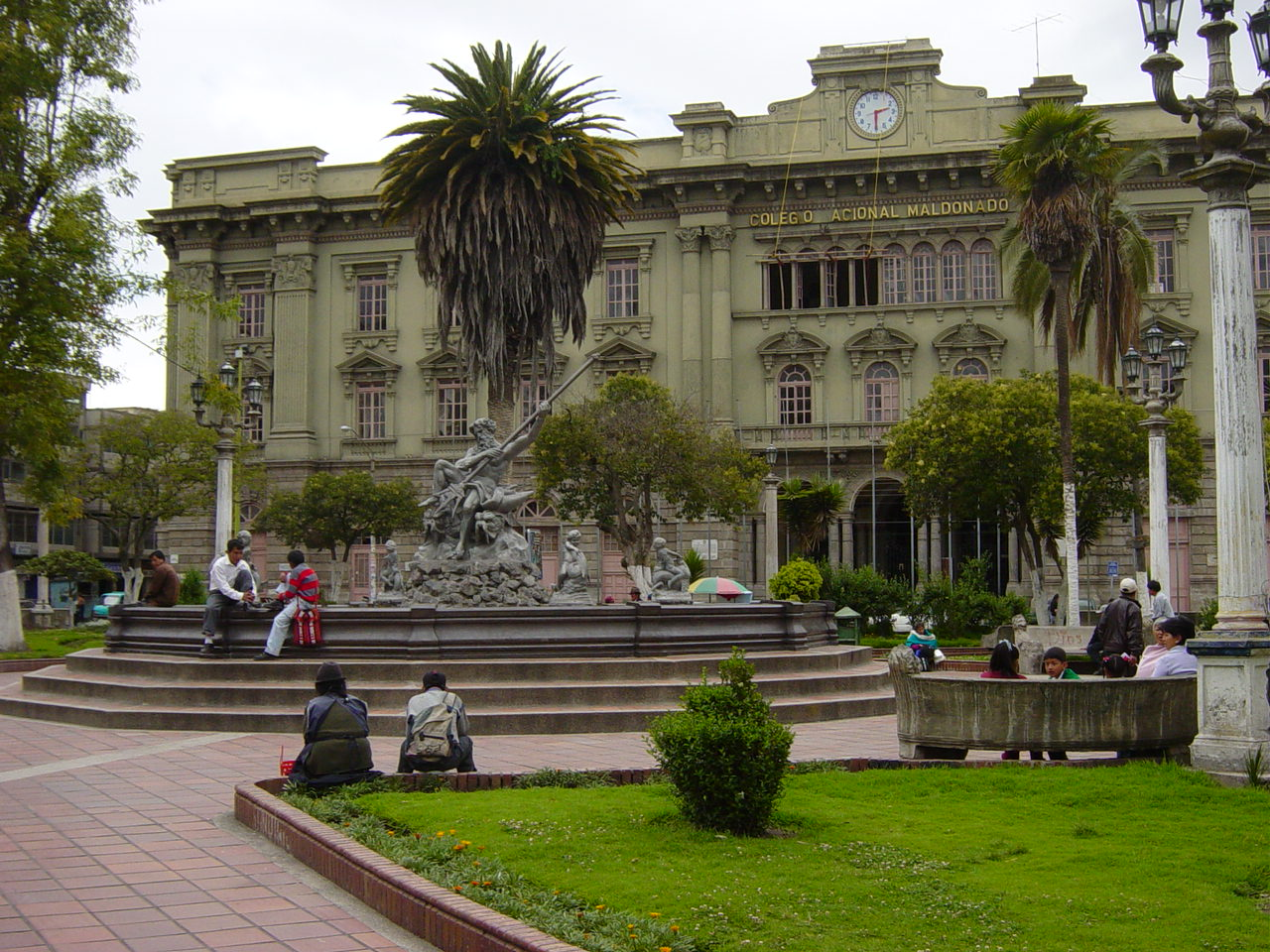
Das Colegio Maldonado in Riobamba

1867 wurde unter Präsident Jerónimo Carrión das Colegio Nacional  Maldonado in Riobamba eingerichtet, das bis heute die bekannteste Schule in Maldonados Heimatstadt ist.
Darüber hinaus erreichte die ecuadorianische Regierung 1886, dass in Spanien eine kleine Neuauflage von Maldonados Karte mit den Originaldruckplatten hergestellt wurde.
Der Ort „Pedro Vicente Maldonado“, seit 1992 Hauptstadt eines Kantons der Provinz Pichincha, trägt Maldonados Namen.
Die in den 1980er und 1990er Jahren aufgebaute ecuadorianische Forschungsstation in der Antarktis (auf der Südlichen Shetlandinsel Greenwich Island) trägt den Namen Pedro Vicento Maldonados. Sie wird vom Ozeanographischen Institut der ecuadorianischen Kriegsmarine betrieben.
Seit dem 28. Juni 2005 steht auf der „Place de l’Équateur“ zwischen dem 8. und 17. Arrondissement nahe dem Parc Monceau in Paris eine bronzene Büste Maldonados.

### Werke
- Carta de la Provincia de Quito y de sus adjacentes. En que la Costa desde la Boca de Esmeraldas hasta Tumaco con la Derrota de Quito al Marañón, por una senda de à pie de Baños à Canelos, y el curso de los Rios Bobonaça y Pastaça van delineados sobre las proprias demarcaciones del difunto Autor. Obra Posthuma de Don Pedro Maldonado Gentilhombre de la Camara de S. Mag. y  Governador de la Prov. de Esmeraldas. Hecha Sobre las observaciones Astronomicas y Geograficas de los Academicos Reales de las Ciencias de Paris y de las Guardias Mar[inas?]. de Cádiz y también de los RR.PP. Missioneros de Maynas. Sacadas à la luz por orden, y á expensas de su Magestad; Gravé par Guill. Delahaye; N. Gerard fecit, Paris, s.n. (1750). Bibliographischer Eintrag der Library of Congress, Washington, D.C., mit detailliertem Scan der Karte im MrSID-Format (englisch)
- Representacion que hace a su Magestad el Governador de la Provincia de las Esmeraldas D. Pedro Vicente Maldonado, sobre la apertura del nuevo camino, que ha descubierto a su costa, y expensas y sin gasto alguno de la Real Hacienda para facilitar el Ponarcis [?] entre la Provincia de Quito, y Reyno de Tierra-Firme, Madrid, ca. 1745. Maldonados Rechenschaftsbericht für den spanischen König über den Transportweg; schließt den Bericht von José de Astorga (Descripcion del nuevo Camino que à su costa, y expensas ha abierto el Suplicante, etc.) ein.

### Biographien
- Carlos Ortiz Arellano: Biografía de Pedro Vicente Maldonado (1704 - 1748), Comisión Nacional Permanente de Conmemoraciones Cívicas/Casa de la Cultura Ecuatoriana, Quito 2002. Online abrufbar unter http://www.conmemoracionescivicas.gov.ec/ccc/cc6.pdf.
- derselbe: Pedro Vicente Maldonado: Forjador de la patria ecuatoriana (1704 - 1748), Quito: Casa de la Cultura Ecuatoriana Benjamín Carrión, 2004, ISBN 9978-62-362-0.
- Alfredo Costales Samaniego und Piedad Peñaherrera de Costales: Los Maldonado en la Real Audiencia de Quito, Quito: Banco Central del Ecuador, 1987.
- Neptalí Zúñiga: Pedro Vicente Maldonado. Un científico de América, Madrid: Publicaciones Españolas, 1951 (mit Vorwort von Gregorio Marañón).

### Kurzbiographien und Bibliographien
- Rodolfo Pérez Pimentel, Pedro Vicente Maldonado y Sotomayor, in: Diccionario Biográfico del Ecuador, Guayaquil 1987-, Bd. 3, S. 283ff.
- Kurzbiographie von Humberto Oña Villareal bei edufuturo.com (spanisch)
- Kurzbiographie und Bibliographie auf der Homepage des staatlichen Kulturinstituts Casa de la Cultura Ecuatoriana (spanisch)
- Kurzbiographie auf der Homepage der ecuadorianischen Streitkräfte (spanisch)

| Personendaten    | Personendaten                       |
| ---------------- | ----------------------------------- |
| NAME             | Maldonado, Pedro Vicente            |
| ALTERNATIVNAMEN  | Maldonado Sotomayor, Pedro Vincente |
| KURZBESCHREIBUNG | Universalgelehrter, Kartograph      |
| GEBURTSDATUM     | 24. Dezember 1704                   |
| GEBURTSORT       | Riobamba                            |
| STERBEDATUM      | 7. November 1748                    |
| STERBEORT        | London                              |